# 斯凱里 (紐約州)
斯凱里（英語：Skerry）是位於美國紐約州富蘭克林縣的非建制地區。

## 歷史
斯凱里的郵局於1888年設立，其後於1915年停運。

## 地理
斯凱里所處的海拔為高於海平面330米（即1083英呎），而該地所採用的時區為UTC-5，即北美东部时区（EST）。同時該地設有夏令時間，為UTC-5調快一小時，即UTC-4（EDT）。